# Atletico Oristano Calcio Femminile 2001-2002
Questa voce raccoglie le informazioni riguardanti l'Atletico Oristano Calcio Femminile nelle competizioni ufficiali della stagione 2001-2002.

## Stagione
Nella stagione 2001-2002 l'Atletico Oristano si appresta a iniziare il suo secondo campionato in Serie A, con la squadra affidata alla direzione tecnica di Mauretto Pala. Questo rimane l'allenatore fino alla sesta giornata di campionato, dimissionario  e rimpiazzato dal duo Elisabetta Secci, nel doppio ruolo di calciatrice /allenatrice, e Gianni Carta che, con la collaborazione di Filippo Sarais, tecnico delle giovanili, rimangono sulla panchina della squadra per altre quattro giornate fino al definitivo arrivo di Salvatore "Tore" Arca che rimane fino al termine della stagione.

## Divise e sponsor
La tenuta da gioco è formata da maglia azzurra, pantaloncini bianchi e calzettoni bianchi, mentre quella da trasferta è completamente rossa.
|  | 1ª divisa | Trasferta |

## Organigramma societario
Area amministrativa
- Presidente: Mario Sechi

Area tecnica
- Allenatore: Mauro Pala (1ª-6ª giornata)
- Allenatore: Elisabetta Secci, Gianni Carta, Filippo Sarais (7ª-10ª giornata)[2]
- Allenatore: Tore Arca (dall'11ª giornata)[1]
- Preparatore atletico: Gianni Carta
- Allenatore giovanili: Filippo Sarais

## Rosa
| N. |                   | Ruolo | Calciatrice                          |
| -- | ----------------- | ----- | ------------------------------------ |
|    | Italia (bandiera) | P     | Silvia Citta                         |
|    | Italia (bandiera) | P     | Natascia Agus                        |
|    | Italia (bandiera) | D     | ?. Sulis (ruolo da determinare)      |
|    | Italia (bandiera) | D     | Fabiana Casula                       |
|    | Italia (bandiera) | D     | Simona Crobu                         |
|    | Italia (bandiera) | D     | Katia Defraia (ruolo da determinare) |
|    | Italia (bandiera) | D     | Maria Giuseppina Frau                |
|    | Italia (bandiera) | D     | Viola Langella                       |
|    | Italia (bandiera) | D     | Deborah Serra                        |
|    | Italia (bandiera) | D     | Serena Sias                          |
|    | Italia (bandiera) | D     | Annarita Vantaggiato                 |
|    | Italia (bandiera) | C     | Daniela Baldo                        |
|    | Italia (bandiera) | C     | Antonella Giglio                     |

| N. |                   | Ruolo | Calciatrice                               |
| -- | ----------------- | ----- | ----------------------------------------- |
|    | Italia (bandiera) | C     | Gloria Giogli                             |
|    | Italia (bandiera) | C     | Daniela Mattana                           |
|    | Italia (bandiera) | C     | Anna Paola Ricciu                         |
|    | Italia (bandiera) | C     | Elisabetta Secci                          |
|    | Italia (bandiera) | C     | Anna Maria Solinas (ruolo da determinare) |
|    | Italia (bandiera) | A     | Martina Baroni                            |
|    | Italia (bandiera) | A     | Silvia Fusciani                           |
|    | Italia (bandiera) | A     | Sandra Pierazzuoli                        |
|    | Italia (bandiera) | A     | Mariana Pisichedda                        |
|    | Italia (bandiera) | A     | Rina Selis                                |
|    | Italia (bandiera) | A     | Simona Sodini                             |
|    | Italia (bandiera) | A     | Teana Tittoni                             |
|    | Italia (bandiera) | A     | Roberta Ulivi                             |

## Calciomercato

### Sessione estiva
| Acquisti | Acquisti              | Acquisti          | Acquisti   |
| R.       | Nome                  | da                | Modalità   |
| -------- | --------------------- | ----------------- | ---------- |
| P        | Silvia Citta          | Autolelli Picenum | svincolata |
| D        | Maria Giuseppina Frau | Attilia Nuoro     | svincolata |
| D        | Viola Langella        | ???               | svincolata |
| D        | Annarita Vantaggiato  | ACF Milan         | svincolata |
| C        | Elisabetta Secci      | F. Cagliari       | svincolata |
| A        | Teana Tittoni         | Valmontone        | svincolata |
| A        | Roberta Ulivi         | Bardolino         | svincolata |

| Cessioni | Cessioni            | Cessioni           | Cessioni   |
| R.       | Nome                | a                  | Modalità   |
| -------- | ------------------- | ------------------ | ---------- |
| P        | Carla Brunozzi      | Torres Terra Sarda | svincolata |
| C        | Manuela Carboni     | Caprera            | svincolata |
| A        | Maria Ilaria Pasqui | Bardolino          | svincolata |

## Risultati

### Serie A

#### Girone di andata
| Tavagnacco 15 settembre 2001, ore 15:00 CET 1ª giornata       | Letti Cosatto Tavagnacco | 1 – 1 referto | Atletico Oristano | Stadio comunale |
| \| \| \| \| \| De Grassi 50’ \| Marcatori \| 45+2’ Tittoni \| |                          |               |                   |                 |
|                                                               |                          |               |                   |                 |
| De Grassi 50’                                                 | Marcatori                | 45+2’ Tittoni |                   |                 |

| Arbitro: | Conte (Formia) |

|                            |           |                                                 |
| Secci 44’ Ulivi 83’ (rig.) | Marcatori | 65’ (rig.) Celentano 71’ Zambetta 78’ Cavallini |

| Arbitro: | Atzori (Roma) |

|            |           |           |
| Sberti 58’ | Marcatori | 32’ Secci |

| Oristano 24 novembre 2001, ore 14:00 CEST 4ª giornata | Atletico Oristano | 0 – 0 referto | Torino | Stadio comunale Tharros\| Arbitro: \| Zucca (Carbonia) \| |
| Arbitro:                                              | Zucca (Carbonia)  |               |        |                                                           |

| Arbitro: | Del Bianco (Vasto) |

|                  |           |             |
| Novelli 46’, 76’ | Marcatori | 13’ Tittoni |

| Arbitro: | Caissutti (Udine) |

|  |           |                                      |
|  | Marcatori | 30’ Pallotti 59’ Bigazzi de Oliveira |

| Arbitro: | Manca (Carbonia) |

|           |           |                          |
| Ulivi 15’ | Marcatori | 36’ Randello 70’ Caccamo |

| Arbitro: | D'Andrea (Venosa) |

|                |           |                |
| Del Menico 56’ | Marcatori | 7’ Vantaggiato |

| Arbitro: | Campus (Cagliari) |

|  |           |                                          |
|  | Marcatori | 23’ Cassanelli 30’, 70’ Placchi 37’ Boni |

| Roma 8 dicembre 2001, ore 14:30 CET 10ª giornata                                                                  | Ruco Line Lazio | 8 – 0 referto | Atletico Oristano |  |
| \| \| \| \| \| Panico 2’, 50’ (rig.) Guarino 25’, 66’, 70’ Lattanzi 30’ Zorri 44’ Frollani 85’ \| Marcatori \| \| |                 |               |                   |  |
| |                 |               |                   |  |
| Panico 2’, 50’ (rig.) Guarino 25’, 66’, 70’ Lattanzi 30’ Zorri 44’ Frollani 85’                                   | Marcatori       |               |                   |  |

| Arbitro: | Mascia (Cagliari) |

|                             |           |                                                 |
| Sodini 27’ (rig.) Ulivi 71’ | Marcatori | 28’ Del Bontà 49’, 74’ Colombino 70’ Colasuonno |

| 5 gennaio 2002, ore 14:30 CET 12ª giornata | Ludos Palermo | 3 – 1 | Atletico Oristano |  |

| Oristano 12 gennaio 2001, ore 14:30 CET 13ª giornata | Atletico Oristano | 0 – 4 | Foroni | Stadio comunale Tharros |

#### Girone di ritorno
| Arbitro: | Pallozzi (Sulmona) |

|            |           |  |
| Sodini 34’ | Marcatori |  |

| Milano 27 gennaio 2002, ore 14:30 CET 15ª giornata                                     | ACF Milan | 3 – 2 referto  | Atletico Oristano |  |
| \| \| \| \| \| Rosso 42’ Chiadò 45’ Am. Balducci 66’ \| Marcatori \| 60’, 83’ Ulivi \| |           |                |                   |  |
|                                                                                        |           |                |                   |  |
| Rosso 42’ Chiadò 45’ Am. Balducci 66’                                                  | Marcatori | 60’, 83’ Ulivi |                   |  |

| Arbitro: | Dessena (Ozieri) |

|            |           |            |
| Sodini 62’ | Marcatori | 40’ Sberti |

| Torino 16 febbraio 2002, ore 15:30 CET 17ª giornata | Torino | 1 – 0 | Atletico Oristano |  |

| Arbitro: | Fabio Ventura (Cagliari) |

|                      |           |                                         |
| Sodini 26’ Secci 33’ | Marcatori | 9’ Hofer 17’ Stracchi 17’ Lappi-Seppälä |

| 2 marzo 2002, ore 15:30 CET 19ª giornata | Piazza 96 | 2 – 0 | Atletico Oristano |  |

| 9 marzo 2002, ore 15:30 CET 20ª giornata | Gravina | 2 – 2 | Atletico Oristano |  |

| Arbitro: | Atzori (Roma) |

|  |           |           |
|  | Marcatori | 11’ Ricco |

| Calmasino, Bardolino 6 aprile 2002, ore 16:00 CEST 22ª giornata | Bardolino | 3 – 0 | Atletico Oristano | Stadio comunale Belvedere |

| Arbitro: | Branciari (Macerata) |

|  |           |                                                                               |
|  | Marcatori | 10’, 35’ (rig.), 68’ Panico 47’ (aut.) Giglio 60’ Mazzantini 85’ (aut.) Baldo |

| Arbitro: | Annuziata (Torre del Greco) |

|                                                    |           |  |
| Colombino 9’ Colasuonno 20’, 86’ Tardelli 45’, 65’ | Marcatori |  |

| Oristano 27 aprile 2002, ore 16:00 CEST 25ª giornata | Atletico Oristano | 1 – 0 | Ludos Palermo | Stadio comunale Tharros |

| Verona 4 maggio 2002, ore 16:00 CEST 26ª giornata | Foroni | 3 – 0 | Atletico Oristano |  |

### Coppa Italia

#### Terzo turno
| Carbonia 22 dicembre 2001, ore 15:00 CET | Carbonia 2000 | 0 – 5 | Atletico Oristano |  |

#### Ottavi di finale
| Arbitro: | Manca (Carbonia) |

|  |           |                                                                          |
|  | Marcatori | 6’ Sberti 14’ Pintus 61’ (aut.) Crobu 66’, 71’, 79’ Parejo 85’ D. Deiana |

| Arbitro: | Piu (Macomer) |

|                 |           |            |
| Parejo 45’, 67’ | Marcatori | 58’ Sodini |

## Statistiche

### Statistiche di squadra
| Competizione | Punti | In casa | In casa | In casa | In casa | In casa | In casa | In trasferta | In trasferta | In trasferta | In trasferta | In trasferta | In trasferta | Totale | Totale | Totale | Totale | Totale | Totale | DR  |
| Competizione | Punti | G       | V       | N       | P       | Gf      | Gs      | G            | V            | N            | P            | Gf           | Gs           | G      | V      | N      | P      | Gf     | Gs     | DR  |
| ------------ | ----- | ------- | ------- | ------- | ------- | ------- | ------- | ------------ | ------------ | ------------ | ------------ | ------------ | ------------ | ------ | ------ | ------ | ------ | ------ | ------ | --- |
| Serie A      | 15    | 13      | -       | -       | -       | -       | -       | 13           | -            | -            | -            | -            | -            | 26     | 3      | 6      | 17     | 21     | 64     | -43 |
| Coppa Italia | -     | 1       | 0       | 0       | 1       | 0       | 7       | 2            | 1            | 0            | 1            | 6            | 2            | 3      | 1      | 0      | 2      | 6      | 9      | -3  |
| Totale       | -     | 14      | -       | -       | -       | -       | -       | 15           | -            | -            | -            | -            | -            | 29     | 4      | 6      | 19     | 27     | 73     | -46 |

### Andamento in campionato
| Giornata  | 1 | 2 | 3 | 4 | 5 | 6 | 7 | 8 | 9 | 10 | 11 | 12 | 13 | 14 | 15 | 16 | 17 | 18 | 19 | 20 | 21 | 22 | 23 | 24 | 25 | 26 |
| --------- | - | - | - | - | - | - | - | - | - | -- | -- | -- | -- | -- | -- | -- | -- | -- | -- | -- | -- | -- | -- | -- | -- | -- |
| Luogo     | T | C | T | C | T | C | C | T | C | T  | C  | T  | C  | C  | T  | C  | T  | C  | T  | T  | C  | T  | C  | T  | C  | T  |
| Risultato | N | P | N | N | P | P | P | N | P | P  | P  | P  | P  | V  | P  | N  | V  | P  | P  | N  | P  | P  | P  | P  | V  | P  |
| Posizione | 6 |   |   |   |   |   |   |   |   |    |    |    |    |    |    |    |    |    |    |    | 14 | 14 | 14 | 14 | 14 | 14 |

Legenda:

Luogo: C = Casa; T = Trasferta. Risultato: V = Vittoria; N = Pareggio; P = Sconfitta.

### Statistiche delle giocatrici
| Giocatore      | Serie A  | Serie A | Serie A     | Serie A    | Coppa Italia | Coppa Italia | Coppa Italia | Coppa Italia | Totale   | Totale | Totale      | Totale     |
| Giocatore      | Presenze | Reti    | Ammonizioni | Espulsioni | Presenze     | Reti         | Ammonizioni  | Espulsioni   | Presenze | Reti   | Ammonizioni | Espulsioni |
| -------------- | -------- | ------- | ----------- | ---------- | ------------ | ------------ | ------------ | ------------ | -------- | ------ | ----------- | ---------- |
| N. Agus        | 3        | -?      | ?           | ?          | ?            | ?            | ?            | ?            | 3+       | 0+     | ?           | ?          |
| D. Baldo       | 17       | 0       | ?           | ?          | ?            | ?            | ?            | ?            | 17+      | 0+     | ?           | ?          |
| M. Baroni      | 6        | 0       | ?           | ?          | ?            | ?            | ?            | ?            | 6+       | 0+     | ?           | ?          |
| F. Casula      | 4        | 0       | ?           | ?          | ?            | ?            | ?            | ?            | 4+       | 0+     | ?           | ?          |
| S. Citta       | 23       | -?      | ?           | ?          | ?            | ?            | ?            | ?            | 23+      | 0+     | ?           | ?          |
| S. Crobu       | 13       | 0       | ?           | ?          | ?            | ?            | ?            | ?            | 13+      | 0+     | ?           | ?          |
| M. G. Frau     | 5        | 0       | ?           | ?          | ?            | ?            | ?            | ?            | 5+       | 0+     | ?           | ?          |
| A. Giglio      | 19       | 0       | ?           | ?          | ?            | ?            | ?            | ?            | 19+      | 0+     | ?           | ?          |
| V. Langella    | 10       | 0       | ?           | ?          | ?            | ?            | ?            | ?            | 10+      | 0+     | ?           | ?          |
| D. Mattana     | 12       | 0       | ?           | ?          | ?            | ?            | ?            | ?            | 12+      | 0+     | ?           | ?          |
| S. Pierazzuoli | 22       | 0       | ?           | ?          | ?            | ?            | ?            | ?            | 22+      | 0+     | ?           | ?          |
| M. Pisichedda  | 1        | 0       | ?           | ?          | ?            | ?            | ?            | ?            | 1+       | 0+     | ?           | ?          |
| A. P. Ricciu   | 26       | 0       | ?           | ?          | ?            | ?            | ?            | ?            | 26+      | 0+     | ?           | ?          |
| E. Secci       | 25       | 4       | ?           | ?          | ?            | ?            | ?            | ?            | 25+      | 4+     | ?           | ?          |
| R. Selis       | 20       | 1       | ?           | ?          | ?            | ?            | ?            | ?            | 20+      | 1+     | ?           | ?          |
| D. Serra       | 25       | 0       | ?           | ?          | ?            | ?            | ?            | ?            | 25+      | 0+     | ?           | ?          |
| S. Sias        | 25       | 0       | ?           | ?          | ?            | ?            | ?            | ?            | 25+      | 0+     | ?           | ?          |
| S. Sodini      | 20       | 4       | ?           | ?          | ?            | ?            | ?            | ?            | 20+      | 4+     | ?           | ?          |
| A. M. Solinas  | 6        | 0       | ?           | ?          | ?            | ?            | ?            | ?            | 6+       | 0+     | ?           | ?          |
| T. Tittoni     | 6        | 2       | ?           | ?          | ?            | ?            | ?            | ?            | 6+       | 2+     | ?           | ?          |
| R. Ulivi       | 26       | 7       | ?           | ?          | ?            | ?            | ?            | ?            | 26+      | 7+     | ?           | ?          |
| A. Vantaggiato | 5        | 1       | ?           | ?          | ?            | ?            | ?            | ?            | 5+       | 1+     | ?           | ?          |